# Oliva Amani
Pour les articles homonymes, voir Amani.
Oliver Amani Mbekeka, née le 22 août 1979, est un entraîneur de football ougandais et ancienne joueuse qui a joué comme attaquante. Elle a été membre de l'équipe nationale féminine d'Ouganda ainsi que de l'équipe nationale féminine de république démocratique du Congo.

## Biographie

### Carrière en club
Mbekeka a joué pour les équipes de Kampala Women, City Stars et She Corporate en Ouganda et aussi pour Source de Kivu et OCL City en République démocratique du Congo et pour APR FC au Rwanda ,,.

### Carrière internationale
Oliver Mbekeka a été sélectionnée pour l'Ouganda au niveau senior lors du Championnat d'Afrique féminin de 2000 et de la qualification du Championnat d'Afrique féminin de 2002. Elle a disputé 12 matchs internationaux.

## Statistiques

### Scores internationaux
Les scores et les résultats listent les buts de l'Ouganda en premier
| No. | Date             | Lieu                          | Adversaire | Score | Résultat | Concours                                            |
| --- | ---------------- | ----------------------------- | ---------- | ----- | -------- | --------------------------------------------------- |
| 1   | 17 novembre 2000 | Johannesbourg, Afrique du Sud | Réunion    | 2 –1  | 2–1      | Championnat d'Afrique féminin 2000                  |
| 2   | 13 octobre 2002  | Kampala, Ouganda              | Éthiopie   | 2 –0  | 2–2      | Qualification du Championnat d'Afrique féminin 2002 |

### Controverse
Après que l'Ouganda se soit retiré de la qualification du Championnat d'Afrique féminin 2004 avant les matches du tour préliminaire contre le Malawi, Mbekeka et sa coéquipière footballeuse ougandaise Annet Nakimbugwe ont déménagé à l'étranger. Étant en République démocratique du Congo, elles y ont été naturalisées sous le nom d'Oliva Amani et Annette Nshimire, respectivement, et ont représenté le pays au Championnat du monde féminin U-20 de la FIFA 2006 . Elle a fini par jouer pour la RD Congo au niveau senior lors du Championnat d'Afrique féminin 2006 ,,.

## Carrière d'entraîneur
Mbekeka a entraîné Lady Doves Masindi en Ouganda et l'équipe nationale féminine de football des moins de 20 ans de l'Ouganda ,.